# Hoši v horách
Hoši v horách (v anglickém originále Boyz N the Highlands) jsou 13. díl 33. řady (celkem 719.) amerického animovaného seriálu Simpsonovi. Scénář napsal Dan Vebber a díl režíroval Bob Anderson. V USA měl premiéru dne 6. března 2022 na stanici Fox Broadcasting Company a v Česku byl poprvé vysílán 10. května 2022 na stanici Prima Cool.

## Děj
Nelson, Dolph a Bart jsou soudem pro nezletilé odsouzeni k horalské výpravě, kterou školník Willie doveze dodávkou do hor. Přidá se k nim i Martin, jehož tam dovezou rodiče. Willie skupině řekne, že jejich cílem je dostat se ke kamennému kotníku do následujícího poledne. Školník dodá, že cestou možná objeví „ten největší z pokladů“.
Hoši se tedy vydají na cestu. Diskutují o tom, co bylo důvodem jejich vyslání na tuto výpravu. Všichni byli zadrženi policií, až na Martina, který se přidal dobrovolně.
Mezitím Homer a Marge začnou plánovat svůj víkend. Vyruší je však Líza, která chce využít nepřítomnosti bratra Barta a stát se jedináčkem (Líza totiž zařídila pro Maggie hlídání u tet). Během víkendu si přeje být oslovována výhradně Jules. Lízini rodiče neochotně souhlasí.
Kluci pokračují v cestě a objeví kůzle v kleci. Nelson tvrdí, že koza je onen poklad, který Willie avizoval, a tak ji vezmou s sebou. Bart se rozhodne nového člena party pojmenovat Axel. Zanedlouho za nimi přicházejí lidé v kostýmech, kteří je žádají o navrácení obětního kůzlete. Děti jim však utečou i s Axelem.
Dojdou k řece, kde najdou kánoi. Axel se však bojí nastoupit do lodi, a tak se Bart s Martinem rozhodnou, že půjdou pěšky s kůzletem, zatímco Nelson a Dolph odplují na kánoi. 
Líza tedy s rodiči předstírá, že je jedináček, a uvědomí si, že nestíhají naplánovaný program. Líza rychle sní hodně zmrzliny, a když ji Homer „povozí na koníčku“, pozvrací se. Marge s Homerem odvedou dceru nahoru, aby si odpočinula. Druhý den ráno se probudí v posteli rodičů a je konečně spokojená.
Nelson a Dolph mají problém s kánoí, dostanou na břeh a rozhodnou se jít do pronajímatelného domku. Užívají si života v luxusním domě, dokud je neodpadnou satanisté v kostýmech.
Mezitím Bart, Martin a Axel zmoknou v dešti. Bart nevydrží Martinovo tlachání a řekne mu, že přátelé z nich nikdy nebudou a zůstal s ním jen kvůli Axelovi. Podrážděný Martin poví Bartovi své problémy včetně toho, že zde ve skutečnosti není dobrovolně, ale za krádež léků v lékárně (jelikož se nedokázal dostatečně soustředit). Martin označí Barta za konformistu. Nakonec odejde a Axel se rozhodne jít s ním.
Po bloudění lesem najde opuštěný Bart na cestě bobky Axela, a díky nim se dostane k Martinovi. Bart uznává, že je konformista, a opět se spojí, když vidí, jak chtějí satanisté obětovat Nelsona a Dolpha. Zjistí, že lidé v kostýmech jsou reálně jen studenti filmařiny.
Madison, jedna ze studentek, se naštve a mlácením do konstrukce rozviklá čepel, která se začne kývat blízko hlav Nelsona a Dolpha. Inteligentní Martin však najde způsob, jak je zachránit.
Když dojdou ke kamennému kotníku, kde na ně čeká Willie, řekne jim, že avizovaný poklad je „země, kterou prošli, cesta, kterou urazili, a charakter, který utužili“. Klukům se to nelíbí. Rodiče si přijedou pro Martina, který s nimi odmítá jet, protože je podle svých slov „neřád“. Všichni tedy odjíždí dodávkou s Williem.

## Přijetí

### Sledovanost
Ve Spojených státech díl během premiéry sledovalo 1,53 milionu diváků.

### Kritika
Tony Sokol z Den of Geek ohodnotil epizodu 3,5 hvězdičkami z 5 a napsal: „Simpsonovi těží z toho, že z Barta a vedlejších postav vytvořili skupinku. Každá z nich dostane čas zazářit, interakce se vrství. Díky omezenému počtu možných vývojů a absenci rodičů těchto dětí je příběh jakousi směsicí, která má hladké přistání. Nejlepší část přichází ke  konci, s komicky názorným zobrazením toho, jak se přes všechny dobré úmysly v domě Simpsonových vůbec nic nezměnilo. Líza je spokojenější, ale Bart objevil novou svobodu divočiny a Homer si možná nikdy nesundá z obličeje Sněhulku III. Hoši v horách přeskakují méně vyšlapanou cestu, aby posílili nový směr, ale cestou ztrácejí půdu pod nohama.“
Marcus Gibson z webu Bubbleblabber udělil dílu sedm bodů z deseti s komentářem: „Celkově jsou Hoši v horách dalším výletem do divočiny, který je stejně nebezpečný a zábavný jako pronásledování satanistickou sektou. Co se týče zápletky, nevyrovná se tomu, čím si prošli Homer a Marge při svém putování po přírodě. Jeho humor zahrnující Martina a Lízu jako jedináčka však stačí k tomu, abychom si toto nejnovější dobrodružství v divočině užili víc než nekonečné dny strávené před obrazovkami.“